# Burlington (circonscription fédérale)
Pour les articles homonymes, voir Burlington.
Circonscription électorale fédérale du Canada
Burlington est une circonscription électorale fédérale et provinciale en Ontario élisant un député à la Chambre des communes du Canada depuis 1979.

## Circonscription fédérale
La circonscription est située dans le sud de l'Ontario et représente la ville de Burlington.
La circonscription consiste en les quartiers d'Aldershot, Maple, Freeman, Wellington Square, Dynes, Roseland, Longmoor, Shoreacres, Pinedale, Elizabeth Gardens, Palmer, Mountainside, Brant Hills et Tyandaga de Burlington.
Avec le redécoupage de 2012, les circonscriptions limitrophes sont Hamilton-Est—Stoney Creek, Hamilton-Centre, Hamilton-Ouest—Ancaster—Dundas, Flamborough—Glanbrook, Milton, Oakville-Nord—Burlington et Oakville. En 2011, les circonscriptions limitrophes étaient Ancaster—Dundas—Flamborough—Westdale, Halton, Hamilton-Est—Stoney Creek et Oakville.   

### Historique
La circonscription de Burlington a été créée en 1976 d'une partie d'Halton—Wentworth.
| Législature                          | Années                               | Député                               | Député                               | Parti                                |
| Burlington issue de Halton—Wentworth | Burlington issue de Halton—Wentworth | Burlington issue de Halton—Wentworth | Burlington issue de Halton—Wentworth | Burlington issue de Halton—Wentworth |
| ------------------------------------ | ------------------------------------ | ------------------------------------ | ------------------------------------ | ------------------------------------ |
| 31e                                  | 1979–1980                            |                                      | Bill Kempling                        | Progressiste-conservateur            |
| 32e                                  | 1980–1984                            |                                      | Bill Kempling                        | Progressiste-conservateur            |
| 33e                                  | 1984–1988                            |                                      | Bill Kempling                        | Progressiste-conservateur            |
| 34e                                  | 1988–1993                            |                                      | Bill Kempling                        | Progressiste-conservateur            |
| 35e                                  | 1993–1997                            |                                      | Paddy Torsney                        | Libéral                              |
| 36e                                  | 1997–2000                            |                                      | Paddy Torsney                        | Libéral                              |
| 37e                                  | 2000–2004                            |                                      | Paddy Torsney                        | Libéral                              |
| 38e                                  | 2004–2006                            |                                      | Paddy Torsney                        | Libéral                              |
| 39e                                  | 2006–2008                            |                                      | Mike Wallace                         | Conservateur                         |
| 40e                                  | 2008–2011                            |                                      | Mike Wallace                         | Conservateur                         |
| 41e                                  | 2011–2015                            |                                      | Mike Wallace                         | Conservateur                         |
| 42e                                  | 2015–2019                            |                                      | Karina Gould                         | Libéral                              |
| 43e                                  | 2019–2021                            |                                      | Karina Gould                         | Libéral                              |
| 44e                                  | 2021–2025                            |                                      | Karina Gould                         | Libéral                              |
| 45e                                  | 2025 – en cours                      |                                      | Karina Gould                         | Libéral                              |

## Circonscription provinciale
Depuis les élections provinciales ontariennes du 4 octobre 2007, l'ensemble des circonscriptions provinciales et des circonscriptions fédérales sont identiques.